# Bruno Amadio
Bruno Amadio (Venecia, Véneto; 9 de noviembre de 1911 - Padua, Véneto; 22 de septiembre de 1981), más conocido como Angelo (Giovanni) Bragolin, Franchot Seville, J. Bragolin o el Pintor Maldito, fue un pintor italiano afincado en España después de la Segunda Guerra Mundial. Se le atribuyen una serie de veintisiete retratos conocidos como los Niños llorones.
La leyenda negra que lo rodea dice que sus cuadros atraían desgracias a quienes los poseían. No obstante, han sido obras de mucha difusión, siendo muy solicitadas sus reproducciones en países como España o Inglaterra.

## Biografía
Son pocos los datos de su vida de los que se tiene información veraz.
Nació en Venecia, Italia, el 9 de noviembre de 1911. Fue pintor y estudió las artes plásticas de manera academicista, aunque posteriormente desarrollaría una técnica, pincelada y estilo propios. Se dice que en su juventud adhirió al fascismo. Además entabló una relación con los artistas plásticos futuristas, liderados por Filippo Tommaso Marinetti. Durante esta época artística, Amadio pintó un cuadro que retrata a una bella y airosa mujer disparando una flecha con un arco, que pudo ser pintado en 1941. 
Al parecer, Bruno Amadio fue movilizado como soldado en el Ejército italiano durante la Segunda Guerra Mundial. Durante esta experiencia vio el sufrimiento de los niños de diversas aldeas y ciudades a causa del conflicto. Esta angustiosa imagen hendiría la sensibilidad del artista y marcaría posteriormente de forma significativa su obra.
Terminada la guerra, se marchó a España y se instaló en la ciudad de Sevilla. Posteriormente al parecer residió en Madrid.
Ahí mismo comenzaría a utilizar el seudónimo Giovanni Bragolin para firmar sus cuadros, los conocidos retratos de los Niños llorones, que muestran imágenes de niños y niñas en primer plano en cara y busto, con gesto triste con grandes y visibles lágrimas escurriéndoles por la cara. Estos cuadros fueron posteriormente reproducidos en láminas de papel y tablé, teniendo una amplia comercialización en numerosos países del mundo, sobre todo durante las décadas de 1970 y 1980. 
Amadio también pintó bodegones de estilo academicista. Estas obras incluyen una serie de bodegones de tipo figurativo realista, con cierto estilo del siglo XVII, en las que los contrastes de luz y los sfumatos en sombras dan una idea de la posible formación original académica del artista. Los motivos que aparecen en sus conocidos bodegones suelen ser frutas y libros. En ambos cuadros se observa una gran dosis de realismo, unos efectos del reflejo de las frutas sobre una mesa impolutamente barnizada; una carta y fotografía en uno de ellos, y una muestra del gran talento del pintor a la hora de realizar los juegos de luz y sombra. Al parecer, uno de ellos podría estar fechado en 1967.
Bruno Amadio regresó a Italia en la década de 1970 y se instaló en una villa de la ciudad de Padua. Hay quien afirmó que durante algún tiempo pintó cuadros para turistas en esta ciudad y también en Florencia. En 1979 continuaba pintando, según testimonios. 
Bruno Amadio falleció en Padua el 22 de setiembre de 1981.
Al igual que otros cuadros, como El Grito de Edvard Munch, las obras de este pintor han trascendido el posible hecho pictórico. La gran expresividad y el simbolismo que reflejan, emanada de la sensibilidad del autor influida por los acontecimientos sociales del momento, han llevado a la creación de fábulas que nunca han sido corroboradas.